# Lars T. Jørgensen
Lars Troels Jørgensen (ur. 3 lutego 1978 w Næstved) – duński piłkarz ręczny, wielokrotny reprezentant kraju, środkowy rozgrywający. Obecnie występuje w duńskim AG Kopenhaga.